# Westoniella
 Westoniella   Cuatrec., 1977 è un genere di piante angiosperme dicotiledoni della famiglia delle Asteraceae, sottofamiglia Asteroideae, tribù Astereae (Baccharis lineage) e sottotribù Baccharidinae.

## Etimologia
Il nome del genere è stato dato in onore del Dottor Arthur S. Weston primo raccoglitore di alcune specie di questo genere.
Il nome scientifico del genere è stato definito dal botanico José Cuatrecasas (1903-1996) nella pubblicazione " Phytologia; Designed to Expedite Botanical Publication. New York" (  Phytologia 35: 472 (-473) ) del 1977.

## Descrizione
Portamento. Le specie di questo genere hanno un habitus di tipo arbustivo. La superficie varia da glabra a bianco-lanosa, spesso con ghiandole punteggiate.
Fusto. La parte aerea è eretta o prostrata, semplice o ramosa., anche di tipo pulvinato. 
Foglie. Le foglie sono disposte in modo embricato e sono sessili. La lamina è rigida, intera con forme da lineari a ellittiche con margini revoluti e seghettati. Sono presenti anche lamine digitate. La superficie è percorsa da 1 – 3 nervi.
Infiorescenza. Le sinflorescenze sono composte da diversi capolini raccolti in formazioni di glomeruli, oppure i capolini sono singoli. Le infiorescenze vere e proprie sono composte da un capolino terminale peduncolato normalmente di tipo disciforme. I capolini sono formati da un involucro, con forme campanulate, composto da diverse brattee, al cui interno un ricettacolo fa da base ai fiori di due tipi: fiori del raggio e fiori del disco. Le brattee, non carenate, con superficie da glabra a lanosa e a consistenza erbacea, sono disposte in modo più o meno embricato su 4 - 5 serie. Il ricettacolo in genere è nudo ossia senza pagliette a protezione della base dei fiori; la forma è piatta o da convessa a conica.
Fiori.  I fiori sono tetra-ciclici (formati cioè da 4 verticilli: calice – corolla – androceo – gineceo) e pentameri (calice e corolla formati da 5 elementi). Si distinguono in:
- fiori del raggio (esterni): sono femminili e sono disposti su 2 - 4 serie; sono principalmente filiformi (zigomorfi);
- fiori del disco (centrali): sono più numerosi con forme tubulose (attinomorfe); sono funzionalmente maschili.

- Formula fiorale:

*/x K {\displaystyle \infty }, [C (5), A (5)], G 2 (infero), achenio
- Calice: i sepali del calice sono ridotti ad una coroncina di squame.

- Corolla: 
  - fiori del raggio: la forma della corolla alla base è filiforme-tubulosa (o leggermente più ampia), mentre all'apice è subligulata e terminante con 5 denti; il colore varia da bianco a rosso o porpora;
  - fiori del disco: la forma è tubulare divaricata in 5 lobi; i lobi, eretti, hanno una forma triangolare; il colore varia da porpora a rosso.

- Androceo: l'androceo è formato da 5 stami sorretti da filamenti generalmente liberi; gli stami sono connati e formano un manicotto circondante lo stilo; le teche (produttrici del polline) alla base sono troncate e sono lievemente auricolate (molto raramente sono speronate o hanno una coda); le appendici apicali delle antere hanno delle forme piatte e lanceolate; il tessuto endoteciale (rivestimento interno dell'antera) è quasi sempre polarizzato (con due superfici distinte: una verso l'esterno e una verso l'interno). Il polline è sferico con un diametro medio di circa 25 micron;  è tricolporato (con tre aperture sia di tipo a fessura che tipo isodiametrica o poro) ed è echinato (con punte sporgenti).[10][12]

- Gineceo: l'ovario è infero uniloculare formato da 2 carpelli.[6] Lo stilo (il recettore del polline) è profondamente bifido (con due stigmi divergenti) e con le linee stigmatiche marginali separate.[13] I due bracci dello stilo hanno una forma lanceolata a deltoide e possono essere papillosi o ricoperti da ciuffi di peli.

Frutti. I frutti sono degli acheni con pappo:
- achenio: è piccolo e di colore marrone chiaro; la forma è obovata compressa con 2 coste (o nervi) longitudinali; la superficie è strigosa e sericea con ghiandole;
- pappo: è composto da setole disposte su una serie; è più lungo della corolla.

## Biologia
Impollinazione: l'impollinazione avviene tramite insetti (impollinazione entomogama tramite farfalle diurne e notturne).

Riproduzione: la fecondazione avviene fondamentalmente tramite l'impollinazione dei fiori (vedi sopra).

Dispersione: i semi (gli acheni) cadendo a terra sono successivamente dispersi soprattutto da insetti tipo formiche (disseminazione mirmecoria). In questo tipo di piante avviene anche un altro tipo di dispersione: zoocoria. Infatti gli uncini delle brattee dell'involucro (se presenti) si agganciano ai peli degli animali di passaggio disperdendo così anche su lunghe distanze i semi della pianta. Inoltre per merito del pappo il vento può trasportare i semi anche a distanza di alcuni chilometri (disseminazione anemocora).

## Distribuzione e habitat
Le specie di questo genere sono distribuite in America centrale.

## Sistematica
La famiglia di appartenenza di questa voce (Asteraceae o Compositae, nomen conservandum) probabilmente originaria del Sud America, è la più numerosa del mondo vegetale, comprende oltre 23.000 specie distribuite su 1.535 generi, oppure 22.750 specie e 1.530 generi secondo altre fonti (una delle checklist più aggiornata elenca fino a 1.679 generi). La famiglia attualmente (2021) è divisa in 16 sottofamiglie; la sottofamiglia Asteroideae è una di queste e rappresenta l'evoluzione più recente di tutta la famiglia.

### Filogenesi
La tribù Astereae (una delle 21 tribù della sottofamiglia Asteroideae) comprende circa 40 sottotribù. In base alle ultime ricerche nella tribù sono stati individuati (provvisoriamente) 5 principali lignaggi:
- Basal grade: include alcuni generi isolati, il gruppo "South American-Oceania",  alcune sottotribù africane e il gruppo dei generi legnosi del Madagascar.
- Bellis lineage: comprende le sottotribù eurasiatiche e una sottotribù africana.
- Aster lineage: include i generi asiatici di Asterinae e i principali gruppi dell'Australia e dell'Oceania.
- Baccharis lineage: include alcuni gruppi sudamericani.
- North American lineage: include la vasta gamma di sottotribù del Nordamerica, Messico e alcuni gruppi distribuiti nel Sudamerica.

Il genere  Westoniella  (insieme alla sottotribù Baccharidinae) è incluso nel lignaggio "Baccharis lineage" relativo agli areali del Sud America. La sottotribù Baccharidinae è divisa in 9 gruppi. Il genere di questa voce è incluso nel " Laennecia group".
I caratteri distintivi del genere sono:
- il portamento è piccolo-arbustivo;
- le foglie possono essere ricoperte da ghiandole stipitate;
- la corolla dei fiori del raggio è più ampia nella metà superiore e leggermente ristretta in punta.

In precedenti trattazioni questo genere è descritto all'interno della sottotribù Hinterhuberinae (ora sinonimo di Baccharidinae).

### Elenco delle specie
Questo genere ha 6 specie:
- Westoniella barqueroana Cuatrec.
- Westoniella chirripoensis  Cuatrec.
- Westoniella eriocephala  (Klatt) Cuatrec.
- Westoniella kohkemperi  Cuatrec.
- Westoniella lanuginosa  Cuatrec.
- Westoniella triunguifolia  Cuatrec.